# Rifo
Rifo (né en 1963) est un auteur de bande dessinée français. Il est surtout connue pour sa série humoristique Hiroshiman.

## Biographie
Il est connu pour ses nombreuses contributions au magazine Psikopat.

## Personnages récurrents dans ses œuvres

### Hiroshiman
Hiroshiman est le personnage principal de la bande dessinée homonyme. Sur cet unique recueil, Hiroshiman l'homme radioactif, Hiroshiman VS Trashman, Le fabuleux Hiroshiman, Hiroshiman l'attaque des mites mutantes, Hiroshiman le retour des mites mutantes, Hiroshiman super héros atomique, Hiroshiman et la femme des cavernes, Hiroshiboy, L'homme nucléaire Hiroshiman, Hiroshiman la vérité vraie, Hiroshiman le fils de Trashman, Hiroshiman trashmaniac, Hiroshiman Une horde sauvagement équipée.
À noter qu'un financement participatif (ulule) est à l'origine de l'album Intégrale, chez la maison d'édition Rouque-moute.

## Publications
- Hiroshiman, Éditions du Zébu :

1. Hiroshiman, 1995  (ISBN 2-908806-15-0).
2. Hiroshiman sauve le monde, 1998  (ISBN 2-908806-26-6).
3. Hiroshiman va au fond, 1999  (ISBN 2-908806-32-0).

- Captain Marcel et les bêtes, Éditions du Zébu, 2001,  (ISBN 2-908806-35-5).
- Un chapitre d'Atroce ! (dessin), avec Jean-François Caritte (scénario), Aaarg !, coll. « Casbah », 2016  (ISBN 978-2-370-31050-7).
- Hiroshiman, Éditions Rouquemoute :

1. Intégrale vol. 1, mars 2017  (ISBN 979-1-09-670800-0). Reprend les trois volumes publiés aux Éditions du Zébu.
2. Hiroshiman fait le clone, décembre 2017  (ISBN 979-10-96708-10-9).
3. Intégrale vol. 2, décembre 2018  (ISBN 979-10-96708-25-3), 132 pages. Compilation des histoires courtes publiées à partir de 1993 dans le n°39 de Psikopat, planches colorisées par l'auteur. Financé par la plateforme Ulule.